# Xanthorhoe altaica
Xanthorhoe altaica är en fjärilsart som beskrevs av Alexander Michailovitsch Djakonov 1955. Xanthorhoe altaica ingår i släktet Xanthorhoe och familjen mätare. Inga underarter finns listade i Catalogue of Life.